# تايم سبورتس
تايم سبورتس (بالإنجليزية: Time Sports)‏ كانت قناة تلفزيونية رياضية مصرية، أنشأتها الهيئة الوطنية للإعلام في مصر بالتعاون مع مجموعة إعلام المصريين بعد فوز البلاد باستضافة كأس الأمم الأفريقية 2019 لنقل البطولة، وتوقف بثها في أواخر شهر يناير لعام 2020، بعد دمجها مع قنوات ON Sport.
كانت تبث عبر البث الرقمي الأرضي في مصر، وعبر البث الفضائي من خلال القمر الصناعي نايل سات.
انطلق بث القناة في يوم السبت 25 مايو 2019م، في إطار التحضيرات لاستضافة البطولة الأفريقية، واستقطبت القناة عددا من مشاهير التعليق والتحليل وتقديم البرامج الرياضية لمواكبة الحدث، كما قامت الهيئة الوطنية للإعلام بتقوية إشارة البث الرقمي الأرضي في كافة محافظات الجمهورية لتمكين الجمهور من استقبال بث القناة بسهولة.
بثت القناة مباريات كأس أمم أفريقيا 2019 مباشرة عبر البث الأرضي الرقمي في مصر فقط، بحضور مجموعة من مشاهير كرة القدم والتعليق الرياضي، كما قامت بإذاعة بعض مباريات الدوري المصري مباشرة، إضافة إلى عدد من البرامج الرياضية.